# Solen Désert
Pour les articles homonymes, voir Désert (homonymie).
Solen Désert, née le 2 août 1982 à Brest, est une athlète française, pratiquant le 200 et le 400 mètres.
Elle est sélectionnée en équipe de France aux Championnats du monde d'athlétisme 2007 et 2009.

## Palmarès

### Championnats du monde d'athlétisme
- Championnats du monde d'athlétisme de 2007 à Osaka ( Japon)
  - Éliminée en série sur 400 m
- Championnats du monde d'athlétisme de 2009 à Berlin ( Allemagne)
  - Éliminée en demi-finale sur 400 m
  - 6e en relais 4 × 400 m

### Championnats de France d'athlétisme
- Championnats de France d'athlétisme de 2007 à Niort ( France)
  -  Médaille d'or sur 400 m (51 s 42)
- Championnats de France d'athlétisme de 2008 à Albi ( France)
  -  Médaille d'or sur 400 m (51 s 80)
- Championnats de France d'athlétisme de 2009 à Angers ( France)
  -  Médaille d'or sur 400 m (52 s 31)

### Championnats d'Europe espoirs d'athlétisme
- Championnats d'Europe Espoirs 2003 
  -  Médaille d'argent sur 400 m